# 雷韦永
雷韦永（法語：Réveillon，法語發音：[ʁevɛjɔ̃] ⓘ）是法国奥恩省的一个市镇，属于莫尔塔涅欧佩什区。

## 地理
雷韦永（48°28'46"N, 0°33'32"E）面积11.66 平方千米，位于法国诺曼底大区奧恩省，该省份为法国西北部内陆省份，北起顺时针与卡爾瓦多斯省、厄尔省、厄尔-卢瓦省、萨尔特省、马耶讷省和芒什省接壤。
与雷韦永接壤的市镇（或旧市镇、城区）包括：莫尔塔涅欧佩什、孔布洛、库尔容、卢瓦萨伊、勒潘拉加雷讷、于讷河畔圣但尼、圣朗吉莱莫尔塔涅。

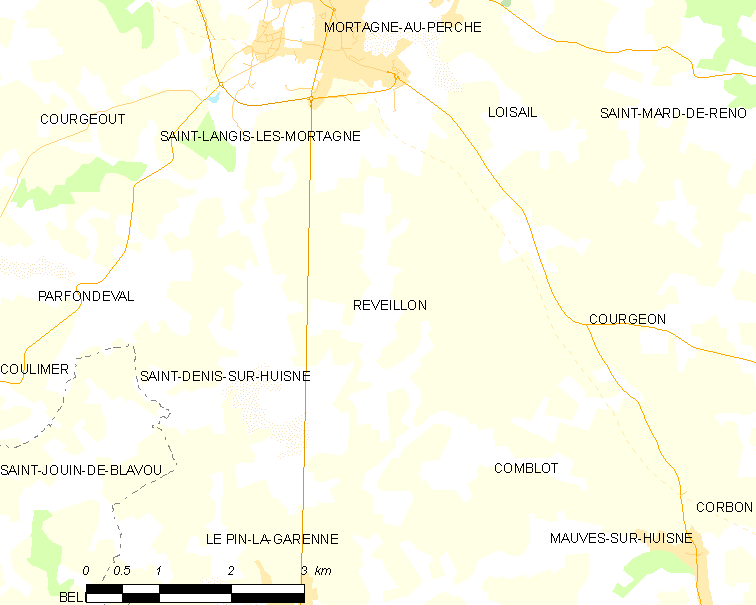
雷韦永的OSM定位图

雷韦永的时区为UTC+01:00、UTC+02:00（夏令时）。

## 行政
雷韦永的邮政编码为61400，INSEE市镇编码为61348。

## 政治
雷韦永所属的省级选区为莫尔塔涅欧佩什县。

## 人口

1962-2008年间雷韦永人口变化图示

雷韦永于2022年1月1日时的人口数量为356人。